# 河原明
河原 明（かわはら あきら、1949年6月10日 - ）は、大分県北海部郡佐賀関町（現：大分市）出身の元プロ野球選手（投手）。

## 来歴・人物
小学校3年生の時に野球を始め、佐賀関中学校時代はエースとして活躍した。
大分商業高ではエースとして活躍。1966年秋季九州大会県予選決勝に進むが、吉良修一を擁する津久見高に敗退。翌1967年夏の甲子園に出場。1回戦で網走南ヶ丘高、2回戦で小倉工を連続完封。準々決勝では市和歌山商の野上俊夫と投げ合うが、18安打を喫し5-19と大敗、準決勝進出は成らなかった。8月末からは全日本高校選抜の一員としてハワイ・アメリカ西海岸遠征に参加した。秋の埼玉国体は決勝に進むが、大宮高の金子勝美に抑えられ準優勝にとどまる。この国体で東奥義塾高の高木選手に本塁打されたのが「野球を始めてから初めて」だったと言う。
1967年秋のプロ野球ドラフト会議で西鉄ライオンズから1位指名を受け入団。もともとオーバースローの本格右腕であったが、入団後にサイドスローに転向した。
1年目の1968年から一軍に上がり、7月から先発としても起用されるが未勝利に終わる。翌1969年は先発陣の一角として活躍、8月5日には近鉄を相手に初完封を飾るなど12勝を挙げる。1970年は黒い霧事件によって池永正明をはじめ主力投手4人が永久追放処分を受ける。この苦境の中で東尾修とともに投手陣を牽引し、チーム最多の13勝を記録するが、一方でチーム力の低下は否めず、リーグ最多の19敗を喫する。翌1971年は高橋明の移籍入団があったもののチーム事情は好転せず、4勝16敗に終わる。パ・リーグでは、1956年の米川泰夫以来の連続リーグ最多敗戦投手となった。2年目から4年連続で40試合以上に登板。1973年はあまり出番がなく、夏からアメリカ1A・ローダイ・ライオンズに野球留学。1974年には復帰し、5勝10敗の記録を残す。
1974年オフに江藤慎一との交換トレードで大洋ホエールズへ移籍。野球評論家の小西得郎は「将来の大洋のエース」と太鼓判を押した。フォームを横手からやや上にモデルチェンジし、1975年は27試合に登板し2勝を挙げるも、故障の悪化もあり在籍わずか1年で引退することとなった。
現在は地元・大分市で肉料理の店などを経営している。その傍ら、社会人野球・クラブチームの大分ソーリンズ野球倶楽部でヘッドコーチを務めていた。

## 詳細情報

### 年度別投手成績
| 年 度     | 球 団       | 登 板 | 先 発 | 完 投 | 完 封 | 無 四 球 | 勝 利 | 敗 戦 | セ 丨 ブ | ホ 丨 ル ド | 勝 率 | 打 者 | 投 球 回 | 被 安 打 | 被 本 塁 打 | 与 四 球 | 敬 遠 | 与 死 球 | 奪 三 振 | 暴 投 | ボ 丨 ク | 失 点 | 自 責 点 | 防 御 率 | W H I P |
| --------- | ----------- | ----- | ----- | ----- | ----- | -------- | ----- | ----- | -------- | ----------- | ----- | ----- | -------- | -------- | ----------- | -------- | ----- | -------- | -------- | ----- | -------- | ----- | -------- | -------- | ------- |
| 1968      | 西鉄 太平洋 | 23    | 6     | 0     | 0     | 0        | 0     | 3     | --       | --          | .000  | 204   | 46.0     | 41       | 8           | 22       | 1     | 2        | 28       | 1     | 0        | 31    | 25       | 4.89     | 1.37    |
| 1969      | 西鉄 太平洋 | 50    | 21    | 4     | 1     | 0        | 12    | 13    | --       | --          | .480  | 723   | 170.1    | 155      | 18          | 64       | 6     | 6        | 99       | 2     | 0        | 82    | 70       | 3.71     | 1.29    |
| 1970      | 西鉄 太平洋 | 51    | 28    | 12    | 3     | 0        | 13    | 19    | --       | --          | .406  | 1020  | 237.1    | 210      | 24          | 92       | 5     | 20       | 174      | 2     | 0        | 123   | 110      | 4.18     | 1.27    |
| 1971      | 西鉄 太平洋 | 50    | 26    | 3     | 0     | 0        | 4     | 16    | --       | --          | .200  | 759   | 170.1    | 182      | 32          | 65       | 2     | 18       | 104      | 1     | 1        | 114   | 103      | 5.45     | 1.45    |
| 1972      | 西鉄 太平洋 | 43    | 19    | 3     | 1     | 0        | 5     | 12    | --       | --          | .294  | 635   | 140.0    | 135      | 18          | 72       | 3     | 19       | 62       | 4     | 0        | 77    | 67       | 4.31     | 1.48    |
| 1973      | 西鉄 太平洋 | 6     | 3     | 0     | 0     | 0        | 0     | 1     | --       | --          | .000  | 48    | 9.2      | 11       | 0           | 7        | 0     | 3        | 5        | 1     | 0        | 7     | 5        | 4.50     | 1.86    |
| 1974      | 西鉄 太平洋 | 30    | 20    | 4     | 1     | 1        | 5     | 10    | 1        | --          | .333  | 590   | 142.0    | 141      | 14          | 51       | 0     | 0        | 80       | 5     | 2        | 61    | 57       | 3.61     | 1.35    |
| 1975      | 大洋        | 27    | 4     | 0     | 0     | 0        | 2     | 2     | 0        | --          | .500  | 234   | 58.2     | 50       | 7           | 15       | 1     | 2        | 45       | 0     | 0        | 23    | 23       | 3.51     | 1.11    |
| 通算：8年 | 通算：8年   | 280   | 127   | 26    | 6     | 1        | 41    | 76    | 1        | --          | .350  | 4213  | 974.1    | 925      | 121         | 388      | 18    | 70       | 597      | 16    | 3        | 518   | 460      | 4.25     | 1.35    |

- 各年度の太字はリーグ最高
- 西鉄（西鉄ライオンズ）は、1973年に太平洋（太平洋クラブライオンズ）に球団名を変更

### 背番号
- 18 （1968年 - 1974年）
- 29 （1975年）